# Yanuarius Teofilus Matopai You

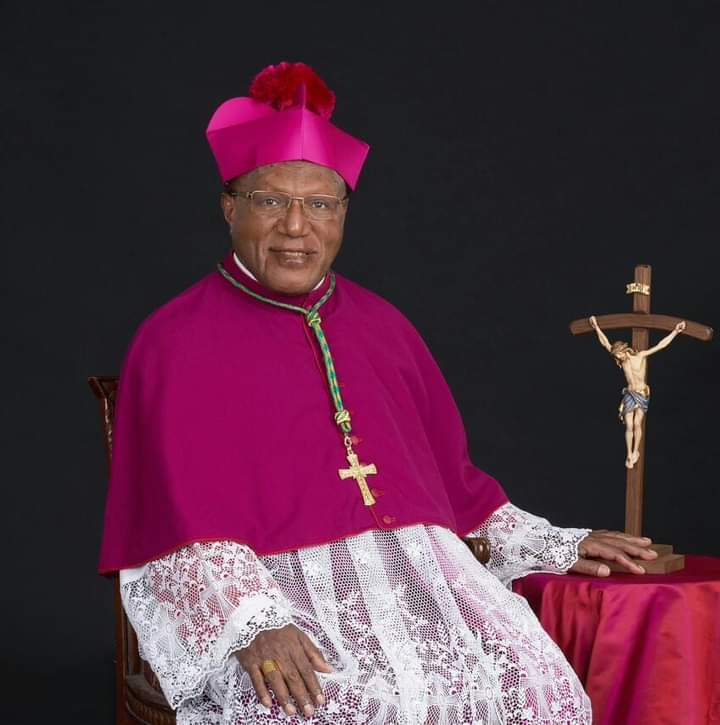
Yanuarius Teofilus Matopai You (2023)

Yanuarius Teofilus Matopai You (* 1. Januar 1961 in Uwebutu, Provinz Papua) ist ein indonesischer Geistlicher und ernannter römisch-katholischer Bischof von Jayapura.

## Leben
Yanuarius Teofilus Matopai You studierte Philosophie und Theologie an der philosophisch-theologischen Hochschule Fajar Timur im Stadtbezirk Abepura von Jayapura. Am 16. Juni 1991 empfing er das Sakrament der Priesterweihe für das Bistum Jayapura.
Nach Aufgaben in der Pfarrseelsorge und als Dekan war er von 2002 bis 2006 Generalvikar des Bistums Jayapura und Dompfarrer an der Kathedrale des Bistums. Von 2007 bis 2010 studierte er Psychologie an der Universitas Negeri in Yogyakarta und erwarb den Mastergrad. Von 2011 bis 2018 lehrte er an der Hochschule Fajar Timur und war Direktor des diözesanen Seminaristenhauses. Von 2018 bis 2020 studierte er erneut an der Universitas Negeri und wurde in Anthropologie promoviert. Ab 2020 war er Präsident der Hochschule Fajar Timur und erneut Direktor des Seminaristenhauses.
Am 29. Oktober 2022 ernannte ihn Papst Franziskus zum Bischof von Jayapura.